# Правила Бротона
Правила Бротона (англ. Broughton's rules) — это набор из семи правил английского бокса, предположительно сформулированных капитаном Джоном Годфри и одобренных Джеком Бротоном и ещё несколькими джентльменами 16 августа 1743 г., для регулирования поединков, проводимых в амфитеатре Бротона. В дальнейшем использовались для проведения боксёрских поединков вне заведения, основанного Бротоном, вплоть до принятия Правил Лондонского призового ринга.

## Свод правил
1. В середине помоста должен быть расчерчен квадрат со стороной 1 ярд. В начале каждого раунда секунданты должны подвести своего бойца к стороне квадрата, так чтобы оба противника находились на противоположных его сторонах; пока этого не будет сделано, бойцам не позволяется наносить удары.
2. После того, как один из бойцов оказался лежащим на полу, для предотвращения каких-либо споров, если секунданту этого бойца не удаётся подвести его к стороне квадрата за 30 секунд, бойцу засчитывается поражение.
3. В любом первостепенном бою на помосте имеют право находиться лишь его участники и их секунданты. Аналогичное правило действует и во второстепенных боях, за исключением того, что в них такое право предоставляется и мистеру Бротону, чтобы он мог следить за соблюдением приличий в помещении и помогать рассаживаться джентльменам. Однако он не должен вмешиваться в сам бой. Те, кто станет препятствовать выполнению данного правила, будут немедленно удаляться из помещения. Все посторонние должны покинуть помост незамедлительно после того, как оба бойца разденутся, и до того, как они сойдутся для начала боя.
4. Поражение бойцу засчитывается лишь в том случае, если он не может подойти к расчерченной линии за отведённое время, либо если его секунданты объявят его проигравшим. Секундантам не позволяется задавать каких-либо вопросов сопернику их подопечного или призывать соперника сдаться.
5. Во второстепенных боях победитель получает 2/3 причитающейся суммы; раздел обязан происходить открыто, прямо на помосте, даже если между участниками были достигнуты какие-то иные договорённости по этому поводу.
6. Для предотвращения споров в первостепенных боях их участники должны при выходе на помост выбрать из присутствующих джентльменов двух посредников (судей), которые будут разрешать разногласия, возникающие по ходу боя. В случае, если они разойдутся во мнениях, должен быть выбран третий посредник, чьё решение и будет окончательным.
7. Запрещено наносить удары по упавшему сопернику, хватать соперника за волосы, штаны, или иные части тела ниже пояса. Участник, опустившийся на колени, считается упавшим[1].